# 2017年レッドブル・エアレース・ワールドシリーズ サンディエゴ
座標: 北緯32度42分18秒 西経117度10分10秒 / 北緯32.70500度 西経117.16944度
2017年レッドブル・エアレース・ワールドシリーズ サンディエゴでは、通算12シーズン目となるレッドブル・エアレース・ワールドシリーズの内、2017年4月15日・16日にアメリカ合衆国のカリフォルニア州サンディエゴで行われた2017年シーズン第2戦について述べる。サンディエゴでの開催は通算4度目で、2009年シーズン以来である。

## 概要

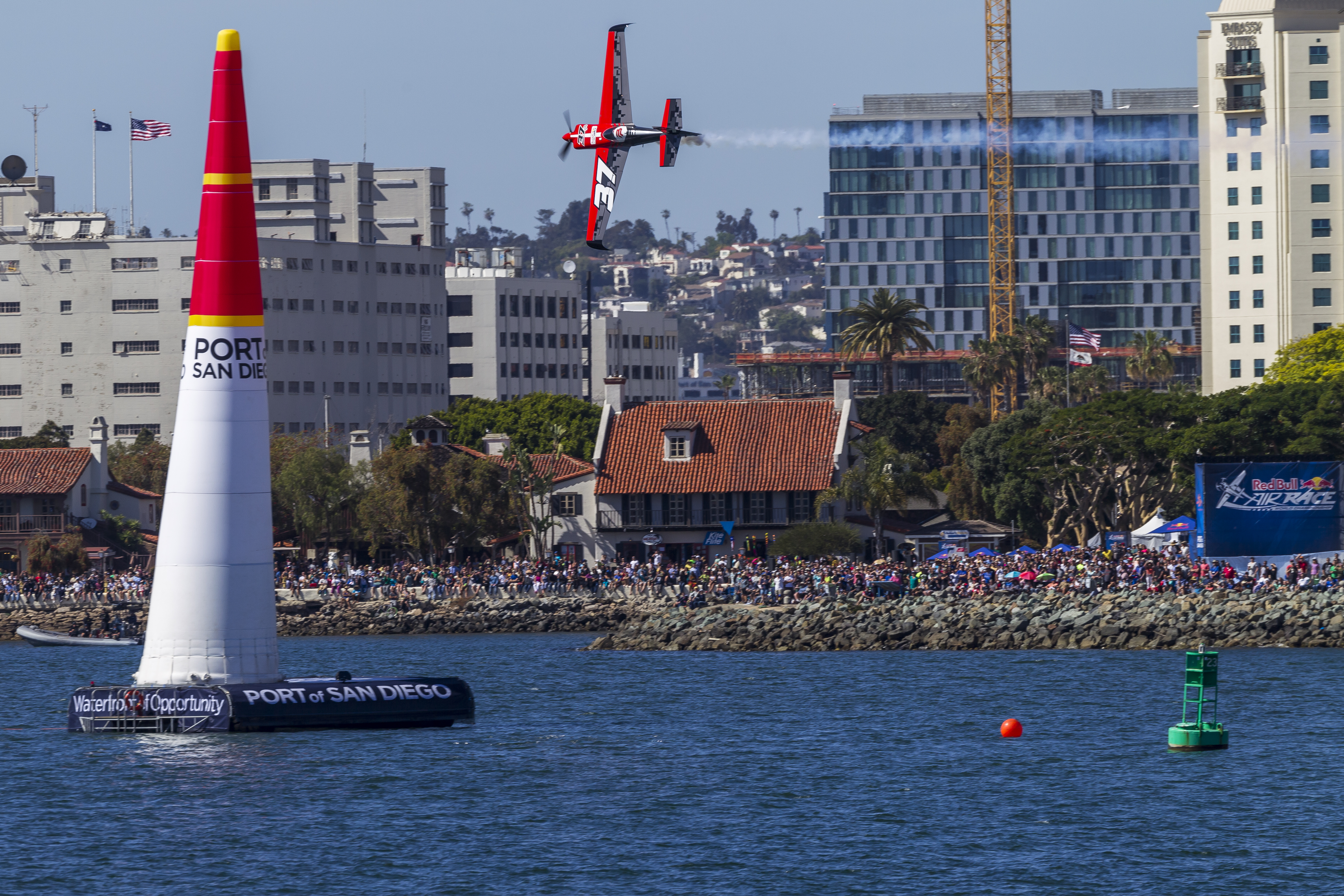
サンディエゴ大会の様子（ピーター・ポドランセック）

アブダビ戦に続き海上レースであり、2007年シーズンと2008年シーズンにサンディエゴでのレースを経験したレース・ディレクターのスティーブ・ジョーンズは、レーストラックが天候が変わりやすい太平洋岸上にあるため、レースは風に大きく左右されるであろうこと、トラック自体はシンプルであるため、小さなミス一つでレースから脱落してしまうことを特徴として述べた。
室屋義秀（日本）は、本戦から機体の色をミントグリーンとスポンサーのファルケンのコーポレートカラーである青を基調とした色へ変更した。
チャレンジャーカップには、ダニエル・ジェネヴェイ（ハンガリー）とケニー・チャン（中国）のルーキー2名が初出場する。
マスタークラス
2本のフリープラクティスでは、初戦を制したマルティン・ソンカ（チェコ）が唯一59秒を切るタイムを記録したが、予選前に行われる3本目で室屋がトラック・レコードとなる57秒909を記録したほか、ソンカ、マティアス・ドルダラー（ドイツ）とペトル・コプシュタイン（チェコ）が58秒台を記録した。
予選ではドルダラーが復調し首位通過、ミカエル・ブラジョー（フランス）は3本目のフリープラクティスで技術的な問題が発生し、予選をキャンセルした。
ラウンド・オブ・14では、昨年マスタークラスに昇格したピーター・ポドランセックがマット・ホール（オーストラリア）を下し、唯一58秒台を記録し首位通過、ポドランセックと同期デビューのコプシュタインはフアン・ベラルデ（スペイン）を下し初めてラウンド・オブ・8へ進出した。ポドランセックはラウンド・オブ・8でも好調を維持しファイナル4へ初進出した。ファイナル4に1番手で登場した室屋は58秒529の好タイムを出し、後続にプレッシャーをかけ、2番手のドルダラーがスプリットタイムで室屋を上回ったものの、パイロンヒットによるペナルティを受け後退。カービー・チャンブリス（アメリカ）もペナルティを受け、最後に登場したポドランセックはクリーンなフライトによりドルダラーとチャンブリスを上回ったものの室屋には及ばず、2位に入った。室屋はキャリア2勝目を挙げた。
表彰台にはアブダビ戦と異なる面々が並び、早くも混戦模様となり、優勝した室屋は自国開催の次戦に向けて弾みを得た形となった。ドルダラーは3位という順位に満足しなくなっている自分に驚いていると述べた。ラウンド・オブ・14でポドランセックに敗れたホールは、新しい機体がまだデフォルト状態であり、時間と予算をかけながら開発とトレーニングを重ねていき、シーズン終盤には優勝できる機体にすることをチームの目標として掲げていると述べた。

チャレンジャーカップ
フリープラクティスでは、フロリアン・バーガー（ドイツ）とケヴィン・コールマン（アメリカ）が、3本とも1位・2位を維持した。
予選では、バーガーがパイロンヒットによりペナルティを受け、コールマンが首位通過したが、バーガーはパイロンヒットがなくてもコールマンにわずかに及ばないタイムだったため、翌日の決勝に向けて前向きに展望を語った。決勝ではバーガーが優勝、ヨーロッパ以外での優勝は初めてである。

## マスタークラス

### 予選
| 順 位 | No. | パイロット               | タイム   | ペナルティ |
| ----- | --- | ------------------------ | -------- | ---------- |
| 1     | 21  | マティアス・ドルダラー   | 58.332   |            |
| 2     | 99  | マイケル・グーリアン     | 58.978   |            |
| 3     | 8   | マルティン・ソンカ       | 58.980   |            |
| 4     | 95  | マット・ホール           | 59.516   |            |
| 5     | 84  | ピート・マクロード       | 59.627   |            |
| 6     | 10  | カービー・チャンブリス   | 1:00.256 |            |
| 7     | 26  | フアン・ベラルデ         | 1:00.326 |            |
| 8     | 18  | ペトル・コプシュタイン   | 1:00.331 |            |
| 9     | 12  | フランソワ・ルボット     | 1:01.097 |            |
| 10    | 31  | 室屋義秀                 | 1:01.384 | +2秒1      |
| 11    | 37  | ピーター・ポドランセック | 1:01.566 | +2秒2      |
| 12    | 27  | ニコラス・イワノフ       | 1:01.606 | +2秒3      |
| 13    | 5   | クリスチャン・ボルトン   | 1:04.156 |            |
| 14    | 11  | ミカエル・ブラジョー     | DNS      |            |

- ^1 ゲート14通過時の水平角度違反にて+2秒のペナルティ[7]
- ^2 ゲート10通過時の水平角度違反にて+2秒のペナルティ[7]
- ^3 ゲート11通過時の水平角度違反にて+2秒のペナルティ[7]

### ラウンド・オブ・14
| ヒート | 順位 | パイロット1              | タイム1   | タイム2   | パイロット2            | 順位 |
| ------ | ---- | ------------------------ | --------- | --------- | ---------------------- | ---- |
| 1      | 4    | 室屋義秀                 | 59.280    | 59.738    | ピート・マクロード     | 10   |
| 2      | 1    | ピーター・ポドランセック | 58.929    | 59.672    | マット・ホール         | 9    |
| 3      | 12   | フランソワ・ルボット     | 1:00.788  | 1:00.573  | カービー・チャンブリス | 7    |
| 4      | 2    | ニコラス・イワノフ       | 59.067    | 59.479    | マルティン・ソンカ     | 5    |
| 5      | 6    | ペトル・コプシュタイン   | 59.730    | 1:00.246  | フアン・ベラルデ       | 11   |
| 6      | 14   | クリスチャン・ボルトン   | 1:08.2661 | 1:02.2812 | マイケル・グーリアン   | 8    |
| 7      | 13   | ミカエル・ブラジョー     | 1:01.200  | 59.186    | マティアス・ドルダラー | 3    |

| 凡例                     | 凡例 |
| ------------------------ | ---- |
| ラウンド・オブ・8進出    |      |
| ノックアウト（敗退）     |      |
| 敗者の中で最速（＝進出） |      |

- ^1 ゲート4及びゲート14でパイロンヒット、+3秒ずつ（計6秒）のペナルティ[8]
- ^2 ゲート10通過時の水平角度違反にて+2秒のペナルティ[8]

### ラウンド・オブ・8
| ヒート | 順位 | パイロット1            | タイム1   | タイム2   | パイロット2              | 順位 |
| ------ | ---- | ---------------------- | --------- | --------- | ------------------------ | ---- |
| 8      | 5    | マルティン・ソンカ     | 59.492    | 59.271    | 室屋義秀                 | 2    |
| 9      | 6    | ペトル・コプシュタイン | 59.835    | 59.105    | マティアス・ドルダラー   | 1    |
| 10     | 3    | カービー・チャンブリス | 1:00.855  | 1:01.9461 | ニコラス・イワノフ       | 7    |
| 11     | 8    | マイケル・グーリアン   | 1:02.1182 | 1:01.432  | ピーター・ポドランセック | 4    |

| 凡例                 | 凡例 |
| -------------------- | ---- |
| ファイナル4進出      |      |
| ノックアウト（敗退） |      |

- ^1 ゲート3通過時の水平角度違反にて+2秒のペナルティ[9]
- ^2 ゲート7にてパイロンヒットにより+3秒のペナルティ[9]

| 順 位 | No. | パイロット               | タイム   | ペナルティ |
| ----- | --- | ------------------------ | -------- | ---------- |
| 1     | 31  | 室屋義秀                 | 58.529   |            |
| 2     | 37  | ピーター・ポドランセック | 1:00.454 |            |
| 3     | 21  | マティアス・ドルダラー   | 1:01.648 | +3秒1      |
| 4     | 10  | カービー・チャンブリス   | 1:02.713 | +2秒2      |

| 順 位 | パイロット               | ポイント |
| ----- | ------------------------ | -------- |
| 1     | 室屋義秀                 | 15       |
| 2     | ピーター・ポドランセック | 12       |
| 3     | マティアス・ドルダラー   | 9        |
| 4     | カービー・チャンブリス   | 7        |
| 5     | マルティン・ソンカ       | 6        |
| 6     | ペトル・コプシュタイン   | 5        |
| 7     | ニコラス・イワノフ       | 4        |
| 8     | マイケル・グーリアン     | 3        |
| 9     | マット・ホール           | 2        |
| 10    | ピート・マクロード       | 1        |
| 11    | フアン・ベラルデ         | 0        |
| 12    | フランソワ・ルボット     | 0        |
| 13    | ミカエル・ブラジョー     | 0        |
| 14    | クリスチャン・ボルトン   | 0        |

## チャレンジャークラス
| 順 位 | No. | パイロット             | タイム   | ペナルティ |
| ----- | --- | ---------------------- | -------- | ---------- |
| 1     | 48  | ケヴィン・コールマン   | 1:09.905 |            |
| 2     | 6   | ルーク・チェピエラ     | 1:12.507 |            |
| 3     | 15  | バティスト・ヴィーニュ | 1:12.793 |            |
| 4     | 62  | フロリアン・バーガー   | 1:12.984 | +3秒1      |
| 5     | 7   | ケニー・チャン         | 1:13.275 | +2秒2      |
| 6     | 78  | ダニエル・ジェネヴェイ | 1:17.831 |            |

| 順 位 | No. | パイロット             | タイム   | ペナルティ |
| ----- | --- | ---------------------- | -------- | ---------- |
| 1     | 62  | フロリアン・バーガー   | 1:09.383 |            |
| 2     | 48  | ケヴィン・コールマン   | 1:10.802 |            |
| 3     | 6   | ルーク・チェピエラ     | 1:12.576 |            |
| 4     | 78  | ダニエル・ジェネヴェイ | 1:15.115 |            |
| 5     | 15  | バティスト・ヴィーニュ | 1:15.616 | +3秒1      |
| 6     | 7   | ケニー・チャン         | 1:18.463 | +6秒2      |

## 第2戦終了後のランキング
| 順 位 | パイロット               | トー タル |
| ----- | ------------------------ | --------- |
| 1     | マルティン・ソンカ       | 21        |
| 2     | マティアス・ドルダラー   | 16        |
| 3     | 室屋義秀                 | 15        |
| 4     | フアン・ベラルデ         | 12        |
| 5     | ピーター・ポドランセック | 12        |
| 6     | ピート・マクロード       | 10        |
| 7     | ニコラス・イワノフ       | 10        |
| 8     | マイケル・グーリアン     | 8         |
| 9     | カービー・チャンブリス   | 7         |
| 10    | ペトル・コプシュタイン   | 5         |
| 11    | クリスチャン・ボルトン   | 4         |
| 12    | フランソワ・ルボット     | 3         |
| 13    | マット・ホール           | 3         |
| 14    | ミカエル・ブラジョー     | 2         |

| 順 位 | パイロット             | トー タル |
| ----- | ---------------------- | --------- |
| 1     | フロリアン・バーガー   | 18        |
| 2     | ダニエル・リファ       | 10        |
| 3     | ケヴィン・コールマン   | 10        |
| 4     | ルーク・チェピエラ     | 6         |
| 5     | メラニー・アストル     | 6         |
| 6     | ダニエル・ジェネヴェイ | 4         |
| 7     | ベン・マーフィ         | 4         |
| 8     | バティスト・ヴィーニュ | 2         |
| 9     | ケニー・チャン         | 0         |